# Horst Gewiss
Horst Gewiss (ur. 17 listopada 1952 w Berlinie) – niemiecki kolarz torowy reprezentujący RFN, brązowy medalista mistrzostw świata.

## Kariera
Największy sukces w karierze Horst Gewiss osiągnął w 1977 roku, kiedy wspólnie z Wolfgangiem Schäfferem wywalczył brązowy medal w wyścigu tandemów podczas mistrzostw świata w San Cristóbal. W zawodach tych wyprzedzili ich jedynie reprezentanci Czechosłowacji Vladimír Vačkář i Miroslav Vymazal oraz radziecki duet Władimir Siemieniec i Aleksandr Woronin. Ponadto wielokrotnie zdobywał medale torowych mistrzostw kraju, w tym trzy złote. Nigdy jednak nie wystartował na igrzyskach olimpijskich.